# جون فوستر (لاعب كرة قاعدة)
جون فوستر (بالإنجليزية: John Foster)‏ هو لاعب كرة قاعدة أمريكي، ولد في 17 مايو 1978 في ستوكتون في الولايات المتحدة.

## وصلات خارجية
- جون فوستر على موقع دوري كرة القاعدة الرئيسي (الإنجليزية)
- جون فوستر على موقعبيزبول رفرنس.كوم (الدوري الرئيسي) (الإنجليزية)
- جون فوستر على موقعبيزبول رفرنس.كوم (الدوري الثانوي) (الإنجليزية)
- جون فوستر على موقع إي إس بي إن.كوم (أم.أل.بي) (الإنجليزية)